# Мій пацан
Мій пацан (англ. That's My Boy) — американський фільм 2012 року, у головних ролях якого знялись Адам Сендлер, Енді Семберг і Лейтон Містер. Сценарій написав Девід Кейсп, а режисером виступив Шон Андерс.
Фільм, виробництва компанії Happy Madison, знімали у Массачусетсі — поблизу Бостона, Еверетта, Пібоді, Лінна, Броктона, Стоутона і Кейп-Кода. Фільм було випущено 15 червня 2012 року, а його розповсюдженням займалась кінокомпанія Columbia Pictures.
Фільм зазнав касового провалу, зібравши у кінцевому підсумку $55 млн при бюджеті у $70 млн. Фільм був предметом суперечок і критики у зв'язку з його комедійним зображенням педофілії, інцесту і зґвалтування.

## Сюжет
Тінейджер стає батьком «по зальоту», переспавши з «дуже поганою вчителькою» прямо в школі. Його зріла пасія потрапляє до в'язниці за розбещення малолітнього, а сам юний тато-одинак змушений піклуватися про сина до його повноліття, зникнувши після цього в невідомому напрямку. Опинившись на мілині ексцентричний татко-інфантил через багато років немов буревій вривається в життя сина напередодні його весілля, перевертаючи все догори дном своїми божевільними витівками.

## У головних ролях
- Донні Берґер (Адам Сендлер) — тінейджер, ікона попкультури після того, як переспав зі своєю вчителькою, батько Хана Соло
- Хан Соло Берґер/Тодд Пітерсон (Енді Семберг) — син Донні
- Джеймі (Лейтон Містер) — наречена Хана Соло
- Мері Макґеррікл (Сьюзен Серендон) — вчителька Донні, матір Хана Соло
- Брі (Сіара) — бармен і друг Донні
- Vanilla Ice — у ролі самого себе
- Чад (Майло Вентімілья) — молодший брат Джеймі
- Джим Нанс (Рекс Раян)
- Чампел (Лунель) — стриптизерка й матір Брі.
- Кенні (Нік Свардсон)
- бабуся Делорес (Пеггі Стюарт)

## Український дубляж
Фільм дубльовано студією «LeDoyen» на замовлення компанії «B&H Film Distribution» у 2012 році. 

Переклад: Сергія Ковальчука 

Режисер дубляжу: Ольга Фокіна 

Звукорежисер: Андрій Тріфонов 

Координатор дубляжу: Ольга Боєва 

Ролі дублювали: Адам Сендлер/Донні — Юрій Ребрик, Дмитро Сова, Лейтон Містер/Джеймі — Юлія Перенчук, Кирило Андрєєв, Роман Чорний, Василь Мазур, Тетяна Антонова, Микола Карцев, Джеймс Каан — Олександр Ігнатуша, Юрій Гребельник, Олесь Гімбаржевський, Людмила Ардельян, Ольга Радчук та інші.